# Sizuoka prefektúra

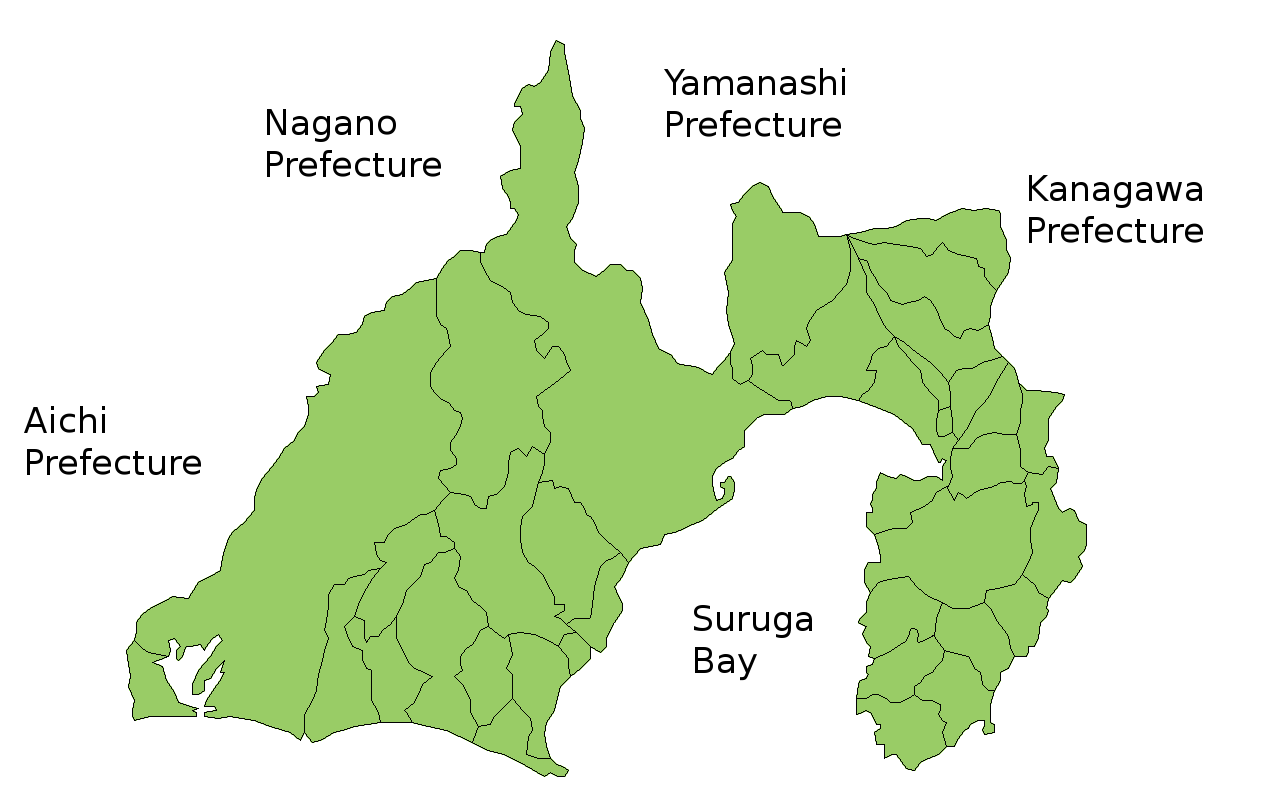
Sizuoka prefektúra térképe

Sizuoka prefektúra (静岡県; Hepburn: Shizuoka-ken) Japánban, a Honsú szigeten, Csúbu régióban fekszik. Székhelye Sizuoka.

## Városok
23 város található ebben a prefektúrában.
| - Atami - Fudzsi - Fudzsieda - Fudzsinomija - Fukuroi - Gotenba - Hamamacu - Itó - Ivata - Izu - Izunokuni - Jaizu | - Kakegava - Kikugava - Koszai - Makinohara - Misima - Numazu - Omaezaki - Simada - Simoda - Sizuoka (székhely) - Szuszono |

## Kisvárosok és falvak
| - Haibara körzet - Kavanehon - Josida - Kamo körzet - Higasiizu - Kavazu - Macuzaki - Minamiizu - Nisiizu - Súcsi körzet - Mori | - Szuntó körzet - Nagaizumi - Ojama - Simizu - Tagata körzet - Kannami |